# I Don't Care (This Is Why We Can't Have Nice Things)
I Don't Care (This Is Why We Can't Have Nice Things) is de derde verschenen single van het album The Best in Town van de Welshe band The Blackout. De single zou naar verwachting worden uitgebracht op 16 november 2009 door Epitaph Records. Op de single zingt Josh Franceschi van You Me at Six mee.

## Tracklist
Cd-single:
- 1. I Don't Care (This Is Why We Can't Have Nice Things) - radioversie
- 2. I Don't Care (This Is Why We Can't Have Nice Things) - albumversie
- 3. I Don't Care (This Is Why We Can't Have Nice Things) - video

7-inchvinyl:
- A. I Don't Care (This Is Why We Can't Have Nice Things)
- B. Save Our Selves (Live at BBC Radio 1's Rock Show)

Downloadbundel:
- 1. I Don't Care (This Is Why We Can't Have Nice Things)
- 2. I Don't Care (This Is Why We Can't Have Nice Things) (l'Amour La Morgue Remix) (remix door Ian Watkins van Lostprophets)
- 3. I Don't Care (This Is Why We Can't Have Nice Things) (P.O.S. Remix)
- 4. I Don't Care (This Is Why We Can't Have Nice Things) (Detboi Remix)